# Vaimalau
Vaimalau – miasto w Wallis i Futunie (zbiorowość zamorska Francji), w dystrykcie Mua; 610 mieszkańców (2006). Przemysł spożywczy.